# Anne Denholm
Anne Denholm (* 29. července 1991) je velšská harfenistka. Studovala na Royal Welsh College of Music & Drama v Cardiffu a později též v Anglii. V roce 2015 získala titul na londýnské Royal Academy of Music. V roce 2015 byla jmenována Oficiální harfenistkou Prince z Walesu. Roku 2018 hrála na svatbě prince Harryho a Meghan Markleové.